# 相对定向与绝对定向
相对定向与绝对定向指在摄影测量过程中，用立体像对确定地面点坐标的一种方法，先恢复两张像片的相对位置和姿态（相对定向）建立起立体模型，再恢复立体模型的绝对方位（绝对定向）。
恢复或确定立体像对两个光束在摄影瞬间相对位置关系的过程称为相对定向。相对定向不需要外业控制点，就能建立地面的立体模型。确定像对两像片之间相对位置的独立参数，称为相对定向元素，共有5个。在数字摄影测量系统中，通过自动量测6对以上同名点的像点坐标，即可解出5个相对定向元素。
确定立体模型在物方坐标系中所处方位和比例的作业过程称为绝对定向。绝对定向需要借助地面控制点来进行，至少需要2个平高点和1个高程点列出7个方程解求出7个变换参数。